# Горелый Остров (Червенский район)
Горелый Остров (бел. Гарэлы Востраў) — бывшая деревня в Червенском районе Минской области Белоруссии, ныне часть деревни Колодежи.

## Географическое положение
Расположена в 12 км восточнее райцентра, в 74 км к юго-востоку от Минска, в 30 км от железнодорожной станции Пуховичи линии Минск—Осиповичи, в 4,4 км (по дороге, по прямой — 3,2 км) от автодороги M-4 Минск—Могилёв.

## Происхождение названия
Место названо «Остров» в связи с тем, что находится оно на возвышении среди болот. «Горелым» его стали именовать, по всей видимости, после произошедшего здесь лесного/травяного пожара.

## История
Деревня, предположительно, основана в начале 1920-х в рамках проведения политики «прищеповщины», предполагавшей расселение крестьян на хутора. Как минимум на 1923 год населённый пункт уже существовал. На начало 1930-х деревня насчитывала 10 дворов. Во время Великой Отечественной войны 3 жителя деревни не вернулись с фронта. В 1966[уточнить] году деревня Горелый Остров была включена в черту деревни Колодези.

## Современность
В настоящее время территорию Горелого Острова занимает улица Подлесная деревни Колодежи. Среди местных название Горелый Остров употребляется и сегодня.